# Dècada del 320

## Esdeveniments
- 325 — Concili de Nicea I, el primer concili ecumènic.

## Personatges destacats
- Constantí I el Gran (272 – 337)
- Helena de Constantinoble (248 – 329)
- Licini I (307-324), emperador romà.